# Triaenodes proteus
Triaenodes proteus is een schietmot uit de familie Leptoceridae. De soort komt voor in het Australaziatisch gebied.